# Планк, Херберт
Херберт Планк (итал. Herbert Plank; род. 3 сентября 1954, Випитено) — итальянский горнолыжник, специалист по скоростному спуску. Выступал за сборную Италии по горнолыжному спорту в 1972—1981 годах, бронзовый призёр зимних Олимпийских игр в Инсбруке, бронзовый призёр чемпионата мира, победитель пяти этапов Кубка мира, семикратный чемпион итальянского национального первенства.

## Биография
Херберт Планк родился 3 сентября 1954 года в коммуне Випитено провинции Больцано, Италия. Занимался горнолыжным спортом с раннего детства, в какой-то момент его примеру последовала и младшая сестра Йоланда, тоже ставшая горнолыжницей уровня национальной сборной. Проходил подготовку в спортивном клубе «Карабиньери». В отличие от большинства своих товарищей по команде предпочитал техничным дисциплинам скоростные, выступал в слаломе и гигантском слаломе только для набора очков в комбинации.
Впервые заявил о себе в 1972 году, выиграв золотую медаль в скоростном спуске на домашнем чемпионате Европы среди юниоров в Мадонна-ди-Кампильо. Тогда же вошёл в основной состав итальянской национальной сборной и дебютировал в зачёте Кубка мира, закрыл десятку сильнейших программы гигантского слалома.
В сезоне 1973/74 впервые одержал победу на этапе Кубка мира, обошёл всех соперников в скоростном спуске на соревнованиях во французской коммуне Валь-д’Изер (на тот момент ему исполнилось только 18 лет, и по состоянию на 2018 год он считается самым молодым победителем этапа мирового кубка в данной дисциплине). Помимо этого, завоевал две бронзовые медали и закрепился в элите мирового горнолыжного спорта.
Наибольшего успеха в своей спортивной карьере добился в 1976 году, когда удостоился права защищать честь страны на зимних Олимпийских играх в Инсбруке — показал здесь третье время в скоростном спуске и завоевал тем самым бронзовую олимпийскую медаль (и одновременно бронзовую медаль чемпионата мира), пропустив вперёд только австрийца Франца Кламмера и швейцарца Бернарда Русси. В следующий раз итальянский спортсмен смог попасть в число призёров в данной дисциплине лишь в 2014 году на Играх в Сочи, когда серебряным призёром стал Кристоф Иннерхофер.
После инсбрукской Олимпиады Планк остался в главной горнолыжной команде Италии и продолжил принимать участие в крупнейших международных соревнованиях. Так, в сезоне 1977/78 он одержал победу на домашних этапах Кубка мира в Кортина-д’Ампеццо и Валь-Гардене. Побывал на чемпионате мира по горнолыжному спорту в Гармиш-Партенкирхене, где показал в скоростном спуске десятый результат.
Находясь в числе лидеров итальянской национальной сборной, благополучно прошёл отбор на Олимпийские игры 1980 года в Лейк-Плэсиде — здесь так же имел хорошие шансы на призовые позиции, расположился в итоговом протоколе скоростного спуска на шестой строке.
Впоследствии Херберт Планк оставался действующим спортсменом вплоть до 1981 года. За свою длительную спортивную карьеру он в общей сложности пять раз побеждал на этапах Кубка мира, 21 раз поднимался на подиум, 46 раз оказывался в десятке сильнейших (наилучший результат сезона в общем зачёте скоростного спуска — второе место). Кроме того, имеет в послужном списке семь побед в зачёте итальянского национального первенства, пять в скоростном спуске и две в комбинации.
Завершив спортивную карьеру, занимался гостиничным бизнесом, держал собственный магазин спортивных товаров, представлял различные бренды спортивной одежды. Его сын Энди пошёл по стопам отца и тоже имел некоторые успехи в горнолыжном спорте, является чемпионом мира среди юниоров 2009 года.